# Steven Bentley
Steven Bentley es un deportista estadounidense que compitió en natación. Fue campeón mundial en 4x100 metros estilos (tras nadar las series eliminatorias) y medalla de bronce en 200 metros braza durante el Campeonato Mundial de Natación de 1986.

## Palmarés internacional
| Campeonato Mundial de Natación | Campeonato Mundial de Natación | Campeonato Mundial de Natación | Campeonato Mundial de Natación |
| Año                            | Lugar                          | Medalla                        | Prueba                         |
| ------------------------------ | ------------------------------ | ------------------------------ | ------------------------------ |
| 1986                           | Madrid (España)                | Medalla de oro                 | 4 × 100 m estilos              |
| 1986                           | Madrid (España)                | Medalla de bronce              | 200 m braza                    |